# Бахрам IV
Бахрам IV (Варахран IV) — царь царей (шахиншах) Ирана, правил в 388/389 — 399/400 годах. Из династии Сасанидов.
Ат-Табари называет его сыном Шапура II, но, по словам Агафия Миринейского, Хамзы аль-Исфахани, Шахнаме и других, он был сыном Шапура III, и эта версия является более предпочтительной.
До восшествия на трон — царь Кермана, затем Кушаншахра.
Был «слаб здоровьем». Имел только дочерей. Сведений о каких-либо особо значимых событиях истории Ирана во время правления Бахрама IV не сохранилось.
При Шапуре III Армения была окончательно разделена между Римом и Ираном, но после его смерти Армения восстала и свергла власть Сасанидов, что стало предлогом для начала новой войны между Римом и Ираном, которая проходила в царствование Бахрама IV.
Варахран IV, согласно наиболее распространённой в источниках версии, погиб в результате покушения. Аль-Якуби описывает это так: «… восстали на него некоторые и убили его». Можно с уверенностью предполагать, что и в данном случае убийство царя явилось результатом действий каких-то группировок аристократии.
В отношении сроков правления Бахрама IV выписки Сергия, приведённые у Агафия Миринейского, соответствуют данным Вахрама Марданшахана, ат-Табари и аль-Якуби,  «авестийского списка», Ибн Кутайбы, ал-Масуди и Евтихия Александрийского. Бахраму IV отводятся 11 лет правления.

| Сасаниды                  |                                                             |                             |
| Предшественник: Шапур III | шахиншах Ирана и не-Ирана 388/389 — 399/400 (правил 11 лет) | Преемник: Йездигерд Кроткий |